# 中村祐太郎
中村 祐太郎（なかむら ゆうたろう、 1990年 5月11日- ）は、日本の映画監督・俳優。東京都 大田区出身。多摩美術大学造形表現学部映像演劇学科卒業。

## 来歴
2013年、多摩美術大学在学時に制作した『ぽんぽん』が 第25回東京学生映画祭でグランプリ、第16回京都国際学生映画祭で最終審査員賞を受賞する。2015年、卒業制作として発表した『雲の屑』が第27回東京学生映画祭にて観客賞、グランプリのW受賞を果たす。2016年、第29回東京国際映画祭に正式出品された吉村界人主演『太陽を掴め』にて劇場長編デビュー。
2017年、『女流闘牌伝 aki -アキ-』で商業映画デビュー。
2021年、第16回大阪アジアン映画祭 インディ・フォーラム部門にて『スウィートビターキャンディ』『新しい風』の２作品が入選を果たした。
2024年、『量産型リコ -最後のプラモ女子の人生組み立て記-』で初のテレビシリーズを監督。

## 監督作品

### 映画
- ぽんぽん（2013年）
- すべては ALL-NIGHT（2013年）
- 真・あんこまん（2014年）
- 雲の屑（2015年）

- アーリーサマー （2016年）

- 太陽を掴め（2016年12月24日公開）
- おかしなふたり（2017年）
- 女流闘牌伝 aki -アキ- （2017年6月3日公開）
- 若さと馬鹿さ（2019年11月1日公開）
- 新しい風（2021年9月25日公開）
- 謎っ子ひぞっ子（2022年6月10日公開）
- スウィートビターキャンディ（2022年7月15日公開）

### MV
- 町あかり「たおやかだ～aki～」（2017年）
- 町あかり「One-way Road」（2021年）

### テレビドラマ
- 量産型リコ -最後のプラモ女子の人生組み立て記-（2024年）-第二話、第六話

## 出演作品

### 映画
- TOKYO TRIBE（2014年8月30日公開、日活）-リトルボム 役
- バカドロン（2015年）-ボン 役
- 全員死刑（2017年11月18日公開、日活）-ドロちゃん 役
- 岬の兄妹（2019年3月1日公開）-中村 役
- 真夜中乙女戦争（2022年1月21日公開）-常連 役
- 雨の中の欲情（2024年11月29日公開）-小作人 役

### テレビドラマ
- ディアスポリス-異邦警察-（2016年4月18日 - 6月13日、毎日放送）第7、8話
- 乃木坂シネマズ〜STORY of 46〜第7話「嗚呼!素晴らしきチビ色の人生」（2020年3月4日 、フジテレビ）

### 配信ドラマ
- JAM -the drama-（2021年8月26日- ABEMA）
- ヒヤマケンタロウの妊娠（2022年4月21日- Netflix）
- ガンニバル（2022年12月28日- Disney+） - 後藤龍二 役[9]
  - ガンニバル シーズン2（2025年3月19日、Disney+ Star）
- 龍が如く ～Beyond the Game～（2024年10月25日- Amazon Prime Video）

## 撮影作品

### 映画
- 俺たち文化系プロレスDDT（2017年）

### プロモーションビデオ
- スチャダラパー 『中庸平凡パンチ』（2015年）

- 乃木坂46 阪口珠美 『宇宙女子UNIKO』（2017年）

### アニメーション映画
- 音楽（2020年1月11日公開）